# Liste österreichischer Kinofilme
Die Liste österreichischer Kinofilme soll eine chronologische und repräsentative Übersicht über das österreichische Filmschaffen (Spiel-, Dokumentar-, Trick- und Kurzfilme mit Kinostart oder Premiere an einem Filmfestival, ausgenommen Kurzfilmfestivals) seit Erfindung des Tonfilms darstellen. Österreichische Filme der Stummfilmära sind in der Liste österreichischer Stummfilme eingeordnet, Fernsehfilme und -sendungen finden sich in der Liste österreichischer Fernsehproduktionen.
Anhaltspunkte für einen repräsentativen Kinofilm sind: mindestens 10.000 Kinobesuche in Österreich (oder in einem anderen Land), bedeutender Regisseur sowie bedeutende Schauspieler in Hauptrollen, internationale Festivalerfolge oder Auszeichnungen an bedeutenden österreichischen Filmfestivals wie Viennale und Diagonale sowie der Österreichische Filmpreis und von der Filmkritik besonders hervorgehobene Produktionen. Bei älteren Filmen, bei denen diese Kriterien mangels Überprüfbarkeit nicht angewendet werden können, sollen vor allem an der überlieferten Bedeutung (damalige Filmstars, damalige Kinoerfolge, besonders populäre Filme damals oder auch heute noch) und filmgeschichtlichen Bedeutung (zum Beispiel für ihre Zeit außergewöhnliche, möglicherweise eine Vorreiterrolle einnehmende Filme) gemessen werden.
Österreichische Filme mit mehr als 75.000 Besuchern werden seit 2008 mit dem Austrian Ticket prämiert.

## Überblick nach Zeitspannen
Angegeben werden neben dem Jahr der Erstvorführung, der Titel, das Genre, der/die Regisseur/in, die Produzenten und/oder die Produktionsfirma sowie in der Anmerkungen-Zeile evtl. bekannte Alternativtitel und Nominierungen für, und Auszeichnungen mit Filmpreisen, wobei ab etwa zwei Nominierungen bzw. Auszeichnungen nur noch die wichtigsten angegeben werden sollten.
In der Produktion-Zeile sollen auch die Partnerländer bei internationalen Koproduktionen angegeben werden. Bei der Sortierung werden Artikel (ein, eine, einer, der, die und das), falls vorhanden, nicht als Lemma herangezogen.

### Seit 2010
2010 und 2011 wurden je 35 Filme in österreichischer (Mehrheits-)Produktion in österreichischen Kinos erstaufgeführt. Das liegt deutlich über dem Jahresschnitt der letzten fünf (27,4) bzw. zehn (23,6) Jahre.
| Jahr    | Titel                                               | Genre                                 | Regisseur                     | Produktion                                                                                 | Anmerkungen |
| ------- | --------------------------------------------------- | ------------------------------------- | ----------------------------- | ------------------------------------------------------------------------------------------ | --- |
| 2024    | Solvent                                             | Horror/Mystery/Dramedy                | Johannes Grenzfurthner        | Jasmin Hagendorfer, Günther Friesinger, Julianne Gabert, Johannes Grenzfurthner            | |
| 2024    | Hacking at Leaves                                   | Dokumentarfilm                        | Johannes Grenzfurthner        | Jasmin Hagendorfer, Günther Friesinger, Johannes Grenzfurthner                             | |
| 2022    | Razzennest                                          | Horror/Komödie                        | Johannes Grenzfurthner        | Jasmin Hagendorfer, Günther Friesinger, Julianne Gabert, Johannes Grenzfurthner            | |
| 2021    | Masking Threshold                                   | Horror/Drama                          | Johannes Grenzfurthner        | Jasmin Hagendorfer, Günther Friesinger, Julianne Gabert, Johannes Grenzfurthner            | |
| 2020    | Brot                                                | Dokumentarfilm                        | Harald Friedl                 | Johannes Rosenberger, Johannes Holzhausen, Constantin Wulff                                | |
| 2019    | The Remains – Nach der Odyssee                      | Dokumentarfilm                        | Nathalie Borgers              | Johannes Rosenberger, Johannes Holzhausen, Constantin Wulff                                | Großer Diagonale-Preis 2019 – Bester österreichischer Dokumentarfilm |
| 2018    | Chaos                                               | Dokumentarfilm                        | Sara Fattahi                  | Paolo Calamita                                                                             | Goldener Leopard 2019 – Cineasten der Gegenwart, Großer Diagonale-Preis 2019 – Bester österreichischer Kinospielfilm                                                                              |
| 2018    | Glossary of Broken Dreams                           | Dokumentarfilm                        | Johannes Grenzfurthner        | Johannes Grenzfurthner, Günther Friesinger                                                 | |
| 2018    | Gruß vom Krampus                                    | Dokumentarfilm                        | Gabriele Neudecker            | Gabriele Neudecker                                                                         | fünf internationale Awards |
| 2018    | Manaslu – Berg der Seelen                           | Dokumentarfilm                        | Gerald Salmina                | Gerald Salmina                                                                             | Film über Hans Kammerlander und seine Besteigung des Manaslu |
| 2017    | Gwendolyn                                           | Dokumentarfilm                        | Ruth Kaaserer                 | Jürgen Karasek, Filip Antoni Malinowski                                                    | Film über Gwendolyn Leick |
| 2016    | Auf Ediths Spuren                                   | Dokumentarfilm                        | Peter Stephan Jungk           | Lillian Birnbaum                                                                           | Nominierung Romyverleihung 2018 – Beste Kinodokumentation |
| 2016    | Hannas schlafende Hunde                             | Filmdrama                             | Andreas Gruber                | Provinzfilm, Enigma Film                                                                   | |
| 2016    | Maikäfer flieg                                      | Filmdrama, Literaturverfilmung        | Mirjam Unger                  | Gabriele Kranzelbinder                                                                     | Österreichischer Filmpreis 2017 für bestes Kostümbild und beste Tongestaltung, Nominierung für die beste weibliche Nebenrolle                                                                     |
| 2016    | Menandros & Thaïs                                   | Surrealistischer Abenteuerfilm, Drama | Antonín Šilar, Ondřej Cikán   | Die Gruppe                                                                                 | |
| 2016    | Traceroute                                          | Dokumentarfilm                        | Johannes Grenzfurthner        | Johannes Grenzfurthner, Andreas Reisenbauer, Heather Kelley, Günther Friesinger            | |
| 2016    | Valossn                                             | Thriller/Drama                        | David Hofer                   | Abbild Film, Reisenbauer Film                                                              | |
| 2016    | Wie Brüder im Wind                                  | Filmdrama                             | Gerado Olivares, Otmar Penker | Walter Köhler                                                                              | |
| 2015    | Blockbuster – Das Leben ist ein Film                | Biographie, Drama, Komödie            | Vlado Priborsky               | Independent Works                                                                          | Bis Ende 2016 erhielt der Film 11 Preisauszeichnungen bei diversen Filmfestivals u. a. in der Hauptkategorie Bester Film.                                                                         |
| 2015    | Gruber geht                                         | Tragikomödie                          | Marie Kreutzer                | Allegro Film                                                                               | Nach einem Roman von Doris Knecht |
| 2015    | Ma Folie                                            | Filmdrama                             | Andrina Mračnikar             | Lukas Stepanik                                                                             | mit Alice Dwyer, Gerti Drassl, Oliver Rosskopf, Rayana Sidieva, Anna Rot |
| 2015    | My Talk with Florence                               | Dokumentarfilm, Filmbiografie         | Paul Poet                     | Paul Poet                                                                                  | Interview mit Florence Burnier-Bauer |
| 2015    | Sommer in Wien                                      | Dokumentarfilm                        | Walter Größbauer              | Claudia Pöchlauer                                                                          | |
| 2015    | Thank You for Bombing                               | Filmdrama                             | Barbara Eder                  | Lotus Film                                                                                 | meistnominierter Film beim Österreichischen Filmpreis 2017 (Nominierungen in acht Kategorien) |
| 2014    | Das finstere Tal                                    | Western, Heimatfilm                   | Andreas Prochaska             | Helmut Grasser                                                                             | Nominiert für den Auslandsoscar Acht Preise beim Österreichischen Filmpreis 2015 |
| 2014    | High Performance – Mandarinen lügen nicht           | Filmkomödie                           | Johanna Moder                 | Sabine Moser, Oliver Neumann                                                               | Publikumspreis beim Filmfestival Max Ophüls Preis 2014 |
| 2014    | Ich seh Ich seh                                     | Horror, Thriller                      | Veronika Franz, Severin Fiala | Ulrich Seidl                                                                               | österreichische Einreichung für die Oscarverleihung 2016 |
| 2014    | Risse im Beton                                      | Filmdrama                             | Umut Dağ                      | Veit Heiduschka, Michael Katz                                                              | |
| 2014    | Die Gstettensaga: The Rise of Echsenfriedl          | Komödie                               | Johannes Grenzfurthner        | Günther Friesinger, Johannes Grenzfurthner                                                 | |
| 2013    | Alphabet                                            | Dokumentarfilm                        | Erwin Wagenhofer              | Prisma Film, Rommel Film                                                                   | Mit über 100.000 verkauften Kinokarten erfolgreichster österreichischer Kinofilm 2013 |
| 2013    | Bad Fucking                                         | Komödie, Krimi                        | Harald Sicheritz              | MR-Film                                                                                    | Nach einem Buch von Kurt Palm |
| 2013    | Blick in den Abgrund                                | Dokumentarfilm                        | Barbara Eder                  | Viktoria Salcher, Mathias Forberg, Nicole Ringhut                                          | Romyverleihung 2014 – Beste Dokumentation Kino |
| 2013    | Der Glanz des Tages                                 | Filmdrama                             | Rainer Frimmel, Tizza Covi    | Vento Film                                                                                 | Großer Diagonale-Preis Spielfilm 2013, Max-Ophüls-Preis 2013 |
| 2013    | Das große Heft                                      | Filmdrama, Literaturverfilmung        | János Szász                   | Amour Fou Filmproduktion                                                                   | |
| 2013    | More than Honey                                     | Dokumentarfilm                        | Markus Imhoof                 | Pierre-Alain Meier, Schweiz; Thomas Kufus, Deutschland; Helmut Grasser, Österreich         | Bayerischer Filmpreis, Schweizer Filmpreis, Deutscher Filmpreis; jeweils in der Kategorie Dokumentarfilm                                                                                          |
| 2013    | Oktober November                                    | Filmdrama                             | Götz Spielmann                | Martin Gschlacht, Götz Spielmann, Antonin Svoboda                                          | Nominierungen beim Österreichischen Filmpreis 2014 für bester Spielfilm, beste weibliche Darstellerin, beste Regie, beste Kamera und beste Tongestaltung                                          |
| 2013    | Population Boom                                     | Dokumentarfilm                        | Werner Boote                  | Nikolaus Geyrhalter, Markus Glaser, Michael Kitzberger, Wolfgang Widerhofer                | |
| 2013    | Shirley – Visionen der Realität                     | Dokumentarfilm                        | Gustav Deutsch                | Gabriele Kranzelbinder                                                                     | Österreichischer Filmpreis 2014 für beste Kamera, bestes Kostümbild und bestes Szenenbild |
| 2013    | Wand vor der Wand                                   | Filmdrama                             | Renate Woltron                | La Familia Productions, Reisenbauer Filmproduktion                                         | mit Krista Böchzelt, Manuel Dragan, Manuel Girisch, Renate Gippelhauser, Renate Woltron, Harald Jokesch, Rudy Ruggiero                                                                            |
| 2013    | Die Werkstürmer                                     | Komödie                               | Andreas Schmied               | Franz Novotny, Alexander Glehr                                                             | Mit 43.218 Besuchern der erfolgreichste österreichische Spielfilm 2013 |
| 2012/13 | Paradies-Trilogie                                   | Filmdrama                             | Ulrich Seidl                  | Ulrich Seidl                                                                               | Paradies: Liebe – beste Regie, Produktion und Hauptdarstellerin beim Österreichischen Filmpreis, Paradies: Glaube – Spezialpreis der Jury bei den Filmfestspielen von Venedig, Paradies: Hoffnung |
| 2012    | Stillleben                                          | Filmdrama                             | Sebastian Meise               | Erich Lackner, Oliver Neumann, Sabine Moser                                                | Großer Diagonale-Preis Spielfilm 2012 |
| 2012    | Das Pferd auf dem Balkon                            | Familienfilm                          | Hüseyin Tabak                 | Katja Dor-Helmer                                                                           | |
| 2012    | Liebe (Amour)                                       | Filmdrama                             | Michael Haneke                | Margaret Ménégoz, Stefan Arndt, Veit Heiduschka, Michael Katz                              | Oscar für den besten fremdsprachigen Film, Golden Globe Award/Bester fremdsprachiger Film, Goldene Palme in Cannes, Europäischer Filmpreis – 4 Auszeichnungen, César – 5 Auszeichnungen ...       |
| 2012    | Harodim – Nichts als die Wahrheit?                  | Thriller                              | Paul Finelli                  | Thomas Feldkircher, Walter Köhler, Paul Finelli, Joe Germinaro                             | |
| 2012    | Grenzgänger                                         | Filmdrama, Literaturverfilmung        | Florian Flicker               | Viktoria Salcher, Mathias Forberg                                                          | Nominierung Österreichischer Filmpreis 2013 – Bester Spielfilm |
| 2012    | Der Fall Wilhelm Reich                              | Filmdrama                             | Antonin Svoboda               | Antonin Svoboda, Martin Gschlacht, Franz Novotny, Alexander Glehr                          | |
| 2012    | DESERTEUR! (Glorious Deserter)                      | Filmdrama                             | Gabriele Neudecker            | Alexander Kortholeztky, Franz Kranzinger, Markus Klampfer, Claudia Wagner, Peter Neudecker | Einladung zu 24 internationalen Filmfestivals, Österreich-Premiere beim Crossing Europe Film Festival, fünf internationale Awards                                                                 |
| 2012    | Blutsbrüder teilen alles                            | Filmdrama                             | Wolfram Paulus                |                                                                                            | |
| 2011    | Abendland                                           | Dokumentarfilm                        | Nikolaus Geyrhalter           | Nikolaus Geyrhalter Filmproduktion                                                         | Nominierung Österreichischer Filmpreis 2012 – Bester Dokumentarfilm |
| 2011    | Atmen                                               | Filmdrama                             | Karl Markovics                | Epo Film                                                                                   | Österreichischer-Filmpreis-Träger 2012, mit rund 80.000 Kinobesuchen einer der erfolgreichsten inländischen Produktionen 2011                                                                     |
| 2011    | Black Brown White                                   | Filmdrama                             | Erwin Wagenhofer              | Allegro Film                                                                               | |
| 2011    | Brand – Eine Totengeschichte                        | Filmdrama, Thriller                   | Thomas Roth                   | Erich Lackner, Peter Wirthensohn, Tommy Pridnig                                            | Nominierungen: Josef Bierbichler – Österreichischer Filmpreis 2012 – Bester männlicher Darsteller, Angela Gregovic Österreichischer Filmpreis 2012 – Beste weibliche Darstellerin                 |
| 2011    | Bulb Fiction                                        | Dokumentarfilm                        | Christoph Mayr                | Thomas Bogner, Daniel Zuta                                                                 | |
| 2011    | Katharsis                                           | Filmdrama                             | Kawo Reland                   | Reisenbauer Filmproduktion                                                                 | mit Rudy Ruggiero, Barbara Kaudelka, Kawo Reland, Herman van Veen |
| 2011    | Mein bester Feind                                   | Filmdrama                             | Wolfgang Murnberger           | Aichholzer Film (mit LUX)                                                                  | mit Moritz Bleibtreu, Georg Friedrich, Ursula Strauss; Österreichischer Filmpreis 2012 für Bestes Kostümbild und Beste Maske                                                                      |
| 2011    | Michael                                             | Filmdrama                             | Markus Schleinzer             | Nikolaus Geyrhalter Filmproduktion                                                         | Wiener Filmpreis 2011, Aussichtsreicher Kandidat im Wettbewerb um die Goldene Palme bei den Filmfestspielen von Cannes 2011                                                                       |
| 2011    | Whores’ Glory                                       | Dokumentarfilm                        | Michael Glawogger             | Lotus Film (mit D)                                                                         | Österreichischer Filmpreis 2012 als Bester Dokumentarfilm und Beste Kamera |
| 2010    | Der Atem des Himmels                                | Drama / Heimatfilm                    | Reinhold Bilgeri              | Reinhold Bilgeri                                                                           | Film über die Lawinenkatastrophe von Blons/Vorarlberg im Januar 1954 nach dem gleichnamigen Roman des Regisseurs                                                                                  |
| 2010    | Der Kameramörder                                    | Thriller, Literaturverfilmung         | Robert Adrian Pejo            | Erich Lackner, Andreas Hruza                                                               | Verfilmung des Romans „Der Kameramörder“ von Thomas Glavinic |
| 2010    | Kottan ermittelt: Rien ne va plus                   | Krimiparodie                          | Peter Patzak                  | Satel Film                                                                                 | Kinofassung der Kottan ermittelt-Reihe aus den 1970er und 1980er Jahren |
| 2010    | Die unabsichtliche Entführung der Frau Elfriede Ott | Komödie                               | Andreas Prochaska             | Dor Film                                                                                   | Beim Österreichischen Filmpreis 2011 als bester Film in den Kategorien Bester Spielfilm, Bestes Drehbuch und Beste Musik ausgezeichnet                                                            |
| 2010    | Vielleicht in einem anderen Leben                   | Filmdrama                             | Elisabeth Scharang            | Epo Film (mit D/HUN)                                                                       | mit Ursula Strauss, Johannes Krisch; Verfilmung des Theaterstücks Jedem das Seine von Silke Hassler und Peter Turrini                                                                             |

### 2005 bis 2009
Von 2005 bis 2009 wurden jährlich zwischen 24 und 33 Filmen in österreichischer Mehrheitsproduktion (insgesamt 137 in diesen fünf Jahren – um 38 mehr als im vorhergehenden Vergleichszeitraum) hergestellt. Zählt man auch Filme mit österreichischer Minderheitsbeteiligung dazu, waren es jährlich zwischen 30 und 35, insgesamt 160.
| Jahr | Titel                             | Genre                         | Regisseur                                | Produktion                                                                                  | Anmerkungen |
| ---- | --------------------------------- | ----------------------------- | ---------------------------------------- | ------------------------------------------------------------------------------------------- | --- |
| 2009 | La Pivellina                      | Spielfilm                     | Tizza Covi, Rainer Frimmel               | Vento Film                                                                                  | Europa Cinemas Label (Cannes), Bester österreichischer Spielfilm 09/10 (Diagonale)                                                         |
| 2009 | Lourdes                           | Spielfilm                     | Jessica Hausner                          | coop99                                                                                      | |
| 2009 | Das Vaterspiel                    |                               | Michael Glawogger                        | Lotus Film                                                                                  | |
| 2009 | Das weiße Band                    | Drama                         | Michael Haneke                           | Wega Film (mit D, FR, IT)                                                                   | mit Christian Friedel, Leonie Benesch, Ulrich Tukur                                                                                        |
| 2009 | Der Fall des Lemming              | Krimi                         | Nikolaus Leytner                         | Allegro Film                                                                                | mit Roland Düringer |
| 2009 | Plastic Planet                    | Dokumentarfilm                | Werner Boote                             | Neue Sentimental Film (mit D)                                                               | |
| 2009 | Contact High                      | Komödie                       | Michael Glawogger                        | Lotus Film                                                                                  | mit Raimund Wallisch, Michael Ostrowski, Pia Hierzegger, Georg Friedrich, Detlev Buck                                                      |
| 2009 | Der Knochenmann                   | Krimi, Thriller               | Wolfgang Murnberger                      | Danny Krausz, Kurt Stocker                                                                  | Dritter Teil aus der „Brenner“-Reihe nach Romanen von Wolf Haas.                                                                           |
| 2009 | Hexe Lilli                        | Kinderfilm                    | Stefan Ruzowitzky                        | Dor Film                                                                                    | Alina Freund, Anja Kling, Ingo Naujoks, Yvonne Catterfeld Koproduktion mit Schiwago Film (D) and Hugo Film (CH).                           |
| 2009 | Mein Kampf                        | Spielfilm                     | Urs Odermatt                             | Dor Film                                                                                    | Götz George, Tom Schilling, Anna Unterberger, Elisabeth Orth, Bernd Birkhahn Koproduktion mit– blue eyes, Trixter.                         |
| 2008 | Darum                             | Krimi                         | Harald Sicheritz                         | Allegro Film                                                                                | mit Wolf Bachofner, Wolfram Berger, Roland Düringer, Eva Billisich                                                                         |
| 2008 | Echte Wiener – Die Sackbauer-Saga | Tragikomödie                  | Kurt Ockermüller                         | Bonus Film                                                                                  | mit Karl Merkatz, meistbesuchter österreichischer Film 2008                                                                                |
| 2008 | Ein Augenblick Freiheit           | Filmdrama                     | Arash T. Riahi                           | Wega Film                                                                                   | Spielfilmdebüt des österreichisch-iranischen Filmemachers.                                                                                 |
| 2008 | Falco – Verdammt, wir leben noch! | Biografie/Drama               | Thomas Roth                              | MR Film                                                                                     | mit Manuel Rubey, Arno Frisch, Christian Tramitz                                                                                           |
| 2008 | Hafners Paradies                  | Dokumentarfilm                | Günter Schwaiger                         | Günter Schwaiger                                                                            | |
| 2008 | Herrn Kukas Empfehlungen          | Melodram                      | Dariusz Gajewski                         | Prisma Film                                                                                 | |
| 2008 | In 3 Tagen bist du tot 2          | Horrorfilm                    | Andreas Prochaska                        | Allegro Film                                                                                | |
| 2008 | La Bohème                         | Opernverfilmung               | Robert Dornhelm                          | MR Film                                                                                     | |
| 2008 | Let’s Make Money                  | Dokumentarfilm                | Erwin Wagenhofer                         | Allegro Film                                                                                | |
| 2008 | Loos Ornamental                   | Dokumentarfilm                | Heinz Emigholz                           | Gabriele Kranzelbinder, Alexander Dumreicher-Ivanceanu                                      | |
| 2008 | Mein halbes Leben                 | Dokumentarfilm                | Marko Doringer                           | Marko Doringer, Nikolaus Geyrhalter, Markus Glaser, Michael Kitzberger, Wolfgang Widerhofer | Großer Diagonale-Preis 2008 – Bester österreichischer Dokumentarfilm                                                                       |
| 2008 | Mozart in China                   | Abenteuerfilm                 | Bernd Neuburger                          | Lukas Stepanik, Jörg Bundschuh                                                              | |
| 2008 | Revanche                          | Drama                         | Götz Spielmann                           | Prisma Film                                                                                 | mit Johannes Krisch, Irina Potapenko, Ursula Strauss                                                                                       |
| 2008 | Universalove                      | Musikfilm                     | Thomas Woschitz                          | Pol Cruchten, Gabriele Kranzelbinder                                                        | mit Anica Dobra, Dusan Askovic, Dan Burkarth                                                                                               |
| 2007 | 42plus                            | Spielfilm                     | Sabine Derflinger                        | Dor Film                                                                                    | mit Claudia Michelsen, Ulrich Tukur, Petra Morzé, Tobias Moretti                                                                           |
| 2007 | Auf bösem Boden                   | Horrorfilm                    | Peter Koller                             | Novotny & Novotny Filmproduktion GmbH                                                       | mit Aleksandar Petrovic, Birgit Stauber, Kari Rakkola                                                                                      |
| 2007 | Bis später, Max!                  | Tragikomödie                  | Jan Schütte                              | Martin Hagemann, Kai Künnemann                                                              | mit Otto Tausig, Rhea Perlman, Lee Wilkof, Elizabeth Peña, Olivia Thirlby                                                                  |
| 2007 | Einst süße Heimat                 | Dokumentarfilm                | Gerald Igor Hauzenberger                 | Golden Girls + Framelab Filmproduktion                                                      | |
| 2007 | Die Fälscher                      | Filmdrama                     | Stefan Ruzowitzky                        | Josef Aichholzer Film                                                                       | mit Karl Markovics, August Diehl, Marie Bäumler Ausgezeichnet mit dem Oscar für den besten fremdsprachigen Film 2008                       |
| 2007 | Free Rainer – Dein Fernseher lügt | Komödie                       | Hans Weingartner                         | Kahuuna Films (D), coop99                                                                   | mit Moritz Bleibtreu, Elsa Sophie Gambard, Milan Peschel                                                                                   |
| 2007 | Immer nie am Meer                 | Kammerspielfilm, Tragikomödie | Antonin Svoboda                          | Coop 99                                                                                     | mit Stermann & Grissemann, Heinz Strunk |
| 2007 | Import Export                     | Drama                         | Ulrich Seidl                             | Ulrich Seidl Film                                                                           | |
| 2007 | Kurz davor ist es passiert        | Dokumentarfilm                | Anja Salomonowitz                        | Amour Fou Filmproduktion                                                                    | Caligari Filmpreis 2007 |
| 2007 | Prater                            | Dokumentarfilm                | Ulrike Ottinger                          | Kurt Mayer                                                                                  | Preis der deutschen Filmkritik 2007 – Bester Dokumentarfilm                                                                                |
| 2007 | Taxidermia                        | Filmkomödie, Horrorfilm       | György Pálfi                             | Amour Fou Filmproduktion                                                                    | mit Gábor Màté, Marc Bischoff |
| 2007 | Über Wasser                       | Dokumentarfilm                | Udo Maurer                               | Erich Lackner, Anne Schroeder                                                               | österreichisch-luxemburgische Koproduktion                                                                                                 |
| 2007 | The War on Drugs                  | Dokumentarfilm                | Sebastian J. F.                          | Parallel Universe                                                                           | |
| 2007 | Weiße Lilien                      | Thriller, Filmdrama           | Christian Frosch                         | Gabriele Kranzelbinder, Alexander Dumreicher-Ivanceanu                                      | mit Brigitte Hobmeier, Martin Wuttke, Johanna Wokalek                                                                                      |
| 2007 | Wiens verlorene Töchter           | Dokumentarfilm                | Mirjam Unger                             | Mobilefilm                                                                                  | |
| 2006 | Calling Hedy Lamarr               | Dokumentarfilm                | Georg Misch                              | Mischief Films + D, GB                                                                      | Spezialpreis am Internationalen Filmfestival von Locarno 2004                                                                              |
| 2006 | Chaltura – Leila & Lena           | Drama                         | Michael Pfeifenberger                    | SK-Film, Cinecraft + Israel Ben Gurion University Beer Sheva/Center For German Studies      | mit Olga Rina Titov, Hila Madhala, Adib Jashan                                                                                             |
| 2006 | Esmas Geheimnis – Grbavica        | Drama                         | Jasmila Žbanić                           | Coop 99 + D, HR, BIH                                                                        | Berlinale 2006: Goldener Bär |
| 2006 | Fallen                            | Drama                         | Barbara Albert                           | Coop 99                                                                                     | mit Georg Friedrich, Birgit Minichmayr, Nina Proll                                                                                         |
| 2006 | Freundschaft                      | Komödie                       | Rupert Henning, Florian Scheuba          | Dor Film                                                                                    | mit Erwin Steinhauer, Rupert Henning |
| 2006 | In 3 Tagen bist du tot            | Horror                        | Andreas Prochaska                        | Allegro Film                                                                                | |
| 2006 | Klimt                             | Filmbiografie                 | Raúl Ruiz                                | Epo-Film + D, F, GB                                                                         | mit John Malkovich, Veronica Ferres |
| 2006 | Kotsch                            | Drama/Komödie                 | Helmut Köpping                           | Lotus Film                                                                                  | mit Beatrix Brunschko, Sabine Friesz |
| 2006 | Silent Bloodnight                 | Horrorfilm                    | Elmar Weihsmann, Stefan Peczelt          | Tigerline Film                                                                              | mit Monica Baci, Robert Cleaner, Christine Dune                                                                                            |
| 2006 | Slumming                          | Sozialdrama                   | Michael Glawogger                        | Coop 99, Lotus Film                                                                         | mit Paulus Manker, August Diehl, Michael Ostrowski, Maria Bill                                                                             |
| 2006 | Spiele Leben                      | Filmdrama                     | Antonin Svoboda                          | Coop 99                                                                                     | mit Georg Friedrich, Birgit Minichmayr |
| 2006 | Tintenfischalarm                  | Dokumentarfilm                | Elisabeth Scharang                       | Wega Film                                                                                   | |
| 2006 | Zorros Bar Mizwa                  | Dokumentarfilm                | Ruth Beckermann                          | Ruth Beckermann Film                                                                        | |
| 2005 | Artikel 7 – Unser Recht!          | Dokumentarfilm                | Eva Simmler, Thomas Korschil             | Navigator Film                                                                              | Film über den Konflikt zwischen der deutschen Mehrheit und slowenischen Minderheit in Kärnten ausgehend vom sogenannten „Ortstafelstreit“. |
| 2005 | Augenleuchten                     | Filmdrama                     | Wolfram Paulus                           | Fischer Film                                                                                | mit Nadja Vogel, Dominik Leeb |
| 2005 | Babooska                          | Dokumentarfilm                | Tizza Covi, Rainer Frimmel               | Rainer Frimmel                                                                              | Wolfgang-Staudte-Preis 2006, Großer Diagonale-Preis 2006 – Bester Dokumentarfilm                                                           |
| 2005 | Caché                             | Thriller                      | Michael Haneke                           | Wega Film + D, F                                                                            | mit Daniel Auteuil, Juliette Binoche; Regiepreis auf den Filmfestspielen von Cannes, Europäischer Filmpreis 2005 u. a.                     |
| 2005 | Crash Test Dummies                | Tragikomödie                  | Jörg Kalt                                | Gabriele Kranzelbinder, Alexander Dumreicher-Ivanceanu                                      | mit Maria Popistașu, Bogdan Dumitrache |
| 2005 | Hotel                             | Psychothriller                | Jessica Hausner                          | Coop 99 + D                                                                                 | mit Franziska Weisz, Birgit Minichmayr, Marlene Streeruwitz                                                                                |
| 2005 | Mein Mörder                       | TV-Drama                      | Elisabeth Scharang                       | Wega Film                                                                                   | Fipa d’Or 2006 am TV-Festival in Biarritz                                                                                                  |
| 2005 | Operation Spring                  | Dokumentarfilm                | Angelika Schuster, Tristian Sindelgruber | Schnittpunkt-Film                                                                           | |
| 2005 | Schläfer                          | Drama                         | Benjamin Heisenberg                      | Coop 99 + D                                                                                 | First Steps Award 2005 |
| 2005 | Snow White                        | Drama                         | Samir Jamal Aldin                        | Filmhaus Films + CH                                                                         | Nominiert für den Goldenen Leoparden am Internationalen Filmfestival von Locarno                                                           |
| 2005 | Der Wadenmesser                   | Dokumentarfilm                | Kurt Palm                                | Fischer Film                                                                                | |
| 2005 | We Feed the World                 | Dokumentarfilm                | Erwin Wagenhofer                         | Allegro Film                                                                                | |
| 2005 | Die Viertelliterklasse            | Komödie                       | Roland Düringer, Florian Kehrer          | Dor Film                                                                                    | mit Roland Düringer, Eva Billisich |

### 2000 bis 2004
Von 2000 bis 2004 wurden jährlich zwischen 12 und 26 Filmen in österreichischer Mehrheitsproduktion (insgesamt 99 in diesen fünf Jahren) hergestellt.
| Jahr | Titel                                                     | Genre                                | Regisseur                       | Produktion                                     | Anmerkungen |
| ---- | --------------------------------------------------------- | ------------------------------------ | ------------------------------- | ---------------------------------------------- | --- |
| 2004 | Accordion Tribe                                           | Dokumentarfilm                       | Stefan Schwietert               |                                                | Filmporträt der internationalen Akkordeongruppe Accordion Tribe, Schweizer Filmpreis 2005 – Bester Dokumentarfilm                             |
| 2004 | Antares                                                   | Drama                                | Götz Spielmann                  | Lotus Film                                     | mit Andreas Kiendl, Petra Morzé, Andreas Patton, Hary Prinz                                                                                   |
| 2004 | Darwin’s Nightmare                                        | Dokumentarfilm                       | Hubert Sauper                   |                                                | César 2006, Nominiert für den Oscar 2006 als bester Dokumentarfilm u. a.                                                                      |
| 2004 | Die fetten Jahre sind vorbei                              | Filmdrama, Komödie                   | Hans Weingartner                |                                                | Nominiert für die Goldene Palme bei den Filmfestspielen von Cannes, Deutscher Filmpreis 2005 u. a.                                            |
| 2004 | Hurensohn                                                 | Drama                                | Michael Sturminger              | Josef Aichholzer                               | |
| 2004 | König der Diebe                                           | Drama                                | Ivan Fíla                       | Ö + 7 weitere europ. Länder                    | |
| 2004 | Mein Vater, meine Frau und meine Geliebte                 | Drama                                | Michael Kreihsl                 |                                                | Fipa d’Or 2005 am TV-Festival in Biarritz |
| 2004 | Nacktschnecken                                            | Komödie                              | Michael Glawogger               |                                                | mit Michael Ostrowski, Detlev Buck, Georg Friedrich u. a.                                                                                     |
| 2004 | Silentium                                                 | Krimi, Thriller                      | Wolfgang Murnberger             |                                                | mit Josef Hader |
| 2004 | Der Untergang                                             | Geschichtsfilm, Kriegsfilm, Drama    | Oliver Hirschbiegel             | D/IT/Ö                                         | u. a. eine Oscar-Nominierung |
| 2004 | Villa Henriette                                           | Komödie, Familienfilm                | Peter Payer                     |                                                | |
| 2004 | Welcome Home                                              | Filmdrama                            | Andreas Gruber                  | Veit Heiduschka                                | mit Georg Friedrich, Rainer Egger, Abdul Salis                                                                                                |
| 2003 | Fast Film                                                 | Kurzfilm                             | Virgil Widrich                  |                                                | |
| 2003 | Handbikemovie                                             | Dokumentarfilm                       | Martin Bruch                    |                                                | |
| 2003 | MA 2412 – Die Staatsdiener                                | Satire                               | Harald Sicheritz                | MR Film                                        | teilweise animiert |
| 2003 | 011 Beograd                                               | Jugenddrama                          | Michael Pfeifenberger           | Novotnyfilm Monte Royal Pictures International | Nominierung Max-Ophüls-Preis |
| 2003 | Kaltfront                                                 |                                      | Valentin Hitz                   |                                                | Nominiert für den Max-Ophüls-Preis |
| 2003 | Ravioli                                                   | Komödie, Drama                       | Peter Payer                     |                                                | Max-Ophüls-Preis |
| 2003 | Struggle                                                  | Filmdrama                            | Ruth Mader                      | Ruth Mader                                     | Filmfestival Max Ophüls Preis 2004 – Fritz-Raff-Drehbuchpreis                                                                                 |
| 2003 | Wolfzeit                                                  | Drama                                | Michael Haneke                  | Wega Film                                      | mit Isabelle Huppert |
| 2003 | Zwei Väter einer Tochter                                  | Komödie                              | Reinhard Schwabenitzky          |                                                | mit Elfi Eschke |
| 2003 | Polterabend                                               | TV-Krimi                             | Julian Pölsler                  |                                                | Teil 4 der Filmreihe |
| 2002 | Gebürtig                                                  | Drama                                | Robert Schindel, Lukas Stepanik |                                                | |
| 2002 | Haider lebt – 1. April 2021                               | Groteske                             | Peter Kern                      |                                                | |
| 2002 | Himmel, Polt und Hölle                                    | TV-Krimi                             | Julian Pölsler                  |                                                | Teil 3 der Filmreihe |
| 2002 | Jedermanns Fest                                           | Literaturadaption                    | Fritz Lehner                    | Wega Film, AT, FR, DE                          | Internationale Ko-Produktion mit Klaus Maria Brandauer, Juliette Gréco                                                                        |
| 2002 | Meine Schwester – Das Biest                               | Filmkomödie                          | Reinhard Schwabenitzky          | Markus Schwabenitzky                           | mit Sandra Pires, Ben Cross, Elfi Eschke |
| 2002 | Nogo                                                      |                                      | Gerhard Ertl, Sabine Hiebler    |                                                | |
| 2002 | Poppitz                                                   | Filmkomödie                          | Harald Sicheritz                |                                                | mit Roland Düringer |
| 2002 | Vienna                                                    | Filmkomödie                          | Peter Gersina                   |                                                | mit Axel Milberg, Max Tidof, Roman Knižka, Elke Winkens, Erika Marozsán                                                                       |
| 2002 | Vollgas                                                   | Filmdrama                            | Sabine Derflinger               | Michael Seeber, Heinz Stussak                  | mit Henriette Heinze |
| 2001 | Blumen für Polt                                           | TV-Krimi                             | Julian Pölsler                  |                                                | Teil 2 der Filmreihe |
| 2001 | Copy Shop                                                 | Kurzfilm                             | Virgil Widrich                  |                                                | mit Johannes Silberschneider |
| 2001 | Elsewhere                                                 | Dokumentarfilm                       | Nikolaus Geyrhalter             |                                                | |
| 2001 | Hundstage                                                 | Drama                                | Ulrich Seidl                    |                                                | u. a. Großer Preis der Jury an den Filmfestspielen von Venedig und Großer Preis der Jury am Gijón International Film Festival an Ulrich Seidl |
| 2001 | Im Spiegel der Maya Deren                                 | Dokumentarfilm                       | Martina Kudláček                |                                                | Wiener Filmpreis 2001 |
| 2001 | Die Klavierspielerin                                      | Drama                                | Michael Haneke                  | Ö/D/F/POL                                      | mit Isabelle Huppert, Annie Girardot, Benoît Magimel; u. a. mit Großem Preis der Jury in Cannes ausgezeichnet                                 |
| 2001 | Lovely Rita                                               | Filmdrama                            | Jessica Hausner                 |                                                | Wiener Filmpreis 2001 |
| 2001 | Terror am Strand                                          | Trash-Horrorfilm                     | Elmar Weihsmann                 | Tigerline-Filmproduktion                       | Low-Budget-Produktion (3000 Euro), exportiert in 14 Länder                                                                                    |
| 2001 | Zwölfeläuten                                              | Abenteuerfilm, Komödie               | Harald Sicheritz                |                                                | |
| 2000 | Da wo die Berge sind                                      | Romanze                              | Kurt Ockermüller                |                                                | mit Hansi Hinterseer |
| 2000 | Heimkehr der Jäger                                        | Spielfilm                            | Michael Kreihsl                 | Wega Film                                      | mit Ulrich Tukur |
| 2000 | Heller als der Mond                                       | Spielfilm                            | Virgil Widrich                  |                                                | |
| 2000 | Homemad(e)                                                | Drama                                | Ruth Beckermann                 |                                                | |
| 2000 | Kaliber Deluxe                                            | Thriller                             | Thomas Roth                     | Dor Film                                       | mit Marek Harloff, Jürgen Hentsch, Annelise Hesme                                                                                             |
| 2000 | Komm, süßer Tod                                           | Krimikomödie                         | Wolfgang Murnberger             |                                                | mit Josef Hader, Nina Proll |
| 2000 | Der Ötztalmann und seine Welt – Das Jahr bevor er schlief | Abenteuerfilm, Drama, Dokumentarfilm | Kurt Mündl                      |                                                | |
| 2000 | Polt muss weinen                                          | TV-Krimi                             | Julian Pölsler                  |                                                | Teil 1 der Filmreihe |
| 2000 | Ternitz, Tennessee                                        | Komödie, Drama, Romanze              | Mirjam Unger                    |                                                | Nominiert für den Tiger Award des International Film Festival Rotterdam 2001                                                                  |
| 2000 | Thanksgivin’                                              | Drama                                | Michael Pfeifenberger           | Demmelbauerfilm                                | starring Marianne Sägebrecht, Alexander Pschill, Katharina Stemberger                                                                         |

### 1995 bis 1999
| Jahr | Titel                                               | Genre                   | Regisseur              | Produktion                                                  | Anmerkungen |
| ---- | --------------------------------------------------- | ----------------------- | ---------------------- | ----------------------------------------------------------- | --- |
| 1999 | Ceija Stojka – Porträt einer Romni (Ceija Stojka)   | Dokumentarfilm          | Karin Berger           | Johannes Rosenberger, Johannes Holzhausen, Constantin Wulff | Dokumentarfilm über Ceija Stojka, Teil 5 bei Der österreichische Film                                               |
| 1999 | Eine fast perfekte Hochzeit                         | Filmkomödie             | Reinhard Schwabenitzky | Reinhard Schwabenitzky                                      | mit Elfi Eschke, Andreas Vitásek                                                                                    |
| 1999 | Ein flüchtiger Zug nach dem Orient                  | Dokumentarfilm          | Ruth Beckermann        | Aichholzer-Film                                             | |
| 1999 | Nordrand                                            | Drama                   | Barbara Albert         | Fama/Lotus/Zero                                             | mit Nina Proll; Wiener Filmpreis 1999, FIPRESCI-Preis 1999 u. a.                                                    |
| 1999 | Outer Space                                         | Kurzfilm, Animation     | Peter Tscherkassky     |                                                             | Schwarzweiß |
| 1999 | Untersuchung an Mädeln                              |                         | Peter Payer            | Dor Film                                                    | Literaturverfilmung (nach Albert Drach); Publikumspreis des Internationalen Filmfestivals Mannheim-Heidelberg       |
| 1999 | Wanted                                              | Western                 | Harald Sicheritz       | MR Film                                                     | Romy 2000 |
| 1998 | Helden in Tirol                                     | Komödie                 | Niki List              |                                                             | mit Heinz-Josef Braun, Werner Brix                                                                                  |
| 1998 | Hinterholz 8                                        | Komödie                 | Harald Sicheritz       | Dor Film                                                    | mit Roland Düringer, Nina Proll                                                                                     |
| 1998 | Irrlichter                                          | Thriller                | Christoph Kühn         | D/Ö/CH                                                      | |
| 1998 | Krambambuli                                         |                         | Xaver Schwarzenberger  |                                                             | mit Tobias Moretti                                                                                                  |
| 1998 | Opernball                                           | TV-Politthriller        | Urs Egger              | Sat.1/Satel/Constantin Film                                 | mit Heiner Lauterbach, Franka Potente, Frank Giering, Andreas Lust                                                  |
| 1998 | Quintett komplett                                   |                         | Wolfgang Murnberger    |                                                             | Nominiert für den Adolf-Grimme-Preis 2000                                                                           |
| 1998 | Die Siebtelbauern                                   | Drama                   | Stefan Ruzowitzky      | Dor Film/ORF/BR                                             | Hauptpreis am Rotterdam International Film Festival, FIPRESCI-Preis am Valladolid International Film Festival u. a. |
| 1998 | Suzie Washington                                    | Road Movie              | Florian Flicker        | Vision-Film                                                 | mit Birgit Doll, August Zirner                                                                                      |
| 1997 | Eine fast perfekte Scheidung                        | Komödie                 | Reinhard Schwabenitzky |                                                             | mit Elfi Eschke |
| 1997 | Ein fast perfekter Seitensprung                     | Komödie                 | Reinhard Schwabenitzky | Epo-Film/Star-Film                                          | mit Elfi Eschke |
| 1997 | Funny Games                                         | Spielfilm               | Michael Haneke         | Wega-Film                                                   | mit Susanne Lothar, Ulrich Mühe, Arno Frisch                                                                        |
| 1997 | Die Schuld der Liebe                                | Spielfilm               | Andreas Gruber         | Wega-Film                                                   | mit Sandrine Bonnaire, Rüdiger Vogler, Hanns Zischler, Gertraud Jesserer                                            |
| 1997 | Die totale Therapie                                 | Thriller                | Christian Frosch       |                                                             | mit Blixa Bargeld, Sophie Rois, Lars Rudolph, Claudia Martini, Ursula Ofner                                         |
| 1997 | Der Unfisch                                         | Komödie, Romanze        | Robert Dornhelm        | Terra-Film                                                  | mit Maria Schrader, Eva Herzig                                                                                      |
| 1996 | Charms Zwischenfälle                                | Spielfilm               | Michael Kreihsl        | Wega-Film                                                   | Caligari Filmpreis                                                                                                  |
| 1996 | Hannah                                              | Thriller                | Reinhard Schwabenitzky | Markus Schwabenitzky                                        | mit Elfi Eschke, August Zirner, Jürgen Hentsch                                                                      |
| 1996 | Jenseits des Krieges                                | Dokumentarfilm          | Ruth Beckermann        | Aichholzer-Film                                             | Wiener Filmpreis 1996                                                                                               |
| 1996 | Jugofilm                                            | Drama                   | Goran Rebic            | Avanti-Films (F)                                            | mit Wolf Bachofner, Michael Jovanovic                                                                               |
| 1996 | Schwarzfahrer                                       | Tragikomödie            | Nikolaus Leytner       | Alegro Film/Geco Bildwaren                                  | mit Lukas Resetarits, Andreas Lust                                                                                  |
| 1996 | Tempo                                               | Liebeskomödie           | Stefan Ruzowitzky      | Dor Film                                                    | mit Xaver Hutter, Simon Schwarz, Michou Friesz u. a.                                                                |
| 1995 | Die Fernsehsaga – Eine steirische Fernsehgeschichte | Filmdrama               | Julian Pölsler         | Epo-Film                                                    | mit Leon Askin; wird meist in zwei Teilen gezeigt, da Dauer 185 min                                                 |
| 1995 | Freispiel                                           | Komödie                 | Harald Sicheritz       | Schneiderbauer-Film                                         | Romy 1996 als erfolgreichster Film des Jahres                                                                       |
| 1995 | Der Kopf des Mohren                                 | Filmdrama               | Paulus Manker          | Veit Heiduschka                                             | Mit Gert Voss, Angela Winkler, Leni Tanzer, Manuel Löffler                                                          |
| 1995 | Lisa und die Säbelzahntiger                         | Filmdrama, Familienfilm | Bernd Neuburger        | Bernd Neuburger                                             | Mit Cornelia Lippert, Toni Böhm, Bianca Herzog                                                                      |

### 1990 bis 1994
| Jahr | Titel                                                 | Genre                | Regisseur              | Produktion                      | Anmerkungen |
| ---- | ----------------------------------------------------- | -------------------- | ---------------------- | ------------------------------- | --- |
| 1994 | Hasenjagd – Vor lauter Feigheit gibt es kein Erbarmen | Geschichtsdrama      | Andreas Gruber         |                                 | Jurypreis am San Sebastián International Film Festival |
| 1994 | Höhenangst                                            | Filmdrama            | Houchang Allahyari     | Dieter Pochlatko                | Thomas-Pluch-Drehbuchpreis 1995 |
| 1994 | Ich gelobe                                            | Drama, Biografie     | Wolfgang Murnberger    | Dor Film                        | |
| 1994 | Tafelspitz                                            | Komödie              | Xaver Schwarzenberger  |                                 | |
| 1993 | Indien                                                | Tragikomödie         | Paul Harather          |                                 | Filmpreis des saarländischen Ministerpräsidenten und Publikumspreis am Max-Ophüls-Preis                                                                                                   |
| 1993 | Verlassen Sie bitte Ihren Mann                        | Filmkomödie          | Reinhard Schwabenitzky | Kurt Mrkwicka                   | mit Elfi Eschke, Helmut Griem, Michael Scheidl, Rudolf Buczolich |
| 1993 | Yara                                                  |                      | Yılmaz Arslan          |                                 | |
| 1992 | Muttertag                                             | Komödie              | Harald Sicheritz       |                                 | mit Alfred Dorfer, Roland Düringer, Andrea Händler, Eva Billisich |
| 1992 | Benny’s Video                                         | Drama                | Michael Haneke         | Wega Film                       | FIPRESCI-Preis der Europäischen Filmakademie, Wiener Filmpreis der Viennale |
| 1992 | Das Fest des Huhnes                                   | Mockumentary, Satire | Walter Wippersberg     |                                 | |
| 1992 | Running Wild                                          | Dokumentarfilm       | Egon Humer             |                                 | Film über Wiener Jugendbanden in den frühen 1990er Jahren |
| 1991 | Ilona und Kurti                                       | Filmkomödie          | Reinhard Schwabenitzky | Josef Koschier, Veit Heiduschka | Austrian Ticket 1991 |
| 1991 | I love Vienna                                         | Filmkomödie          | Houchang Allahyari     | Dieter Pochlatko                | |
| 1991 | Nach Jerusalem                                        | Dokumentarfilm       | Ruth Beckermann        |                                 | |
| 1990 | Die Ameisenstraße                                     | Komödie              | Michael Glawogger      | Dor Film                        | mit Robert Meyer, Monika Tajmar, Bibiana Zeller |
| 1990 | Die Piefke-Saga                                       | Satire               | Felix Mitterer         |                                 | |
| 1990 | Requiem für Dominic                                   | Dokudrama            | Robert Dornhelm        | Norbert Blecha                  | Österreichischer Vorschlag für den Oscar 1991, Nominierung Golden Globe Award 1991 – Bester fremdsprachiger Film, Nominierung Independent Spirit Award 1992 – Bester internationaler Film |

### 1980er Jahre
| Jahr | Titel                                | Genre                                      | Regisseur                                     | Produktion                      | Anmerkungen |
| ---- | ------------------------------------ | ------------------------------------------ | --------------------------------------------- | ------------------------------- | --- |
| 1989 | Caracas                              | Filmkomödie, Kriminalfilm                  | Michael Schottenberg                          | Peter Pochlatko                 | mit Regula Bill, Gerhard Zemann; Filmpreis des saarländischen Ministerpräsidenten beim Filmfestival Max Ophüls Preis 1990    |
| 1989 | Der siebente Kontinent               | Filmdrama                                  | Michael Haneke                                | Wega Film                       | Kinofilmdebüt; mit Dieter Berner, Udo Samel                                                                                  |
| 1989 | Die Skorpionfrau                     | Filmdrama                                  | Susanne Zanke                                 | Michael Wolkenstein             | Austrian Ticket 1989 |
| 1989 | Die Toten Fische                     | Filmdrama                                  | Michael Synek                                 |                                 | mit Joe Berger, Erwin Leder                                                                                                  |
| 1988 | Sterben und Leben im Schloß          | Dokumentarfilm                             | Egon Humer                                    |                                 | |
| 1988 | Sternberg – Shooting Star            | Filmkomödie                                | Niki List                                     | Veit Heiduschka                 | mit Jean-Pierre Cornu, Paulus Manker, Andreas Vitásek, Mirjam Ploteny; ausgezeichnet mit dem Österreichischen Filmpreis 1988 |
| 1987 | 38 – Auch das war Wien               | Literaturverfilmung nach Friedrich Torberg | Wolfgang Glück                                |                                 | Nominiert für einen Oscar |
| 1987 | Johann Strauß – Der König ohne Krone | Filmdrama                                  | Franz Antel                                   |                                 | mit Oliver Tobias |
| 1986 | Heidenlöcher                         | Filmdrama/neuer Heimatfilm                 | Wolfram Paulus                                | Marwo-Film u. a.                | mit Matthias Aichhorn, Albert Paulus                                                                                         |
| 1986 | Mit meinen heißen Tränen             | Biopic                                     | Fritz Lehner                                  | ORF/ZDF/SRG                     | Szenen aus dem Leben Franz Schuberts mit Udo Samel, Daniel Olbrychski                                                        |
| 1986 | Müllers Büro                         | Musikkomödie/Detektivfilm                  | Niki List                                     | Wega Film                       | mit Christian Schmidt, Andreas Vitásek                                                                                       |
| 1985 | Herzklopfen                          | Liebesfilm                                 | Walter Bannert                                | Walter Bannert                  | mit Nikolas Vogel, Julia Stemberger                                                                                          |
| 1985 | Oberst Redl                          | Filmdrama                                  | István Szabó                                  |                                 | u. a. eine Oscar-Nominierung                                                                                                 |
| 1983 | Angst                                | Horror                                     | Gerald Kargl                                  | Gerald Kargl                    | mit Erwin Leder |
| 1983 | Die letzte Runde (Strawanzer)        | Filmdrama                                  | Peter Patzak                                  | Michael Hild, Herbert Reutterer | mit Heinz Moog, Elliott Gould, Andrea Jonasson, Hanno Pöschl                                                                 |
| 1983 | Hirnbrennen                          | TV-Filmdrama/neuer Heimatfilm              | Leopold Huber                                 |                                 | |
| 1983 | Karambolage                          | Satire                                     | Kitty Kino                                    |                                 | mit Marie Colbin, Renee Felden                                                                                               |
| 1983 | Der Stille Ozean                     | TV-Filmdrama/neuer Heimatfilm              | Xaver Schwarzenberger                         | Teamfilm Produktion/ZDF/ORF     | Silberner Bär; mit Hanno Pöschl, Marie-France Pisier                                                                         |
| 1982 | Die Ausgesperrten                    | TV-Filmdrama                               | Franz Novotny                                 |                                 | mit Rudolf Wessely, Emmy Werner                                                                                              |
| 1982 | Café Malaria                         | Filmkomödie                                | Niki List                                     |                                 | Max-Ophüls-Preis 1983; mit Andreas Vitásek                                                                                   |
| 1982 | Die Erben                            | Filmdrama                                  | Walter Bannert                                | Bannert-Film                    | mit Nikolas Vogel, Robert Schauer                                                                                            |
| 1982 | Das Glück beim Händewaschen          | Werner Masten                              | Filmdrama, Filmbiografie, Literaturverfilmung | Michael Wiedemann               | D-A-CH-IT Koproduktion, Adolf-Grimme-Preis mit Gold 1983                                                                     |
| 1982 | Sei zärtlich, Pinguin                | Filmkomödie/Romanze                        | Peter Hajek                                   | Dieter Geissler Film u. a.      | mit Marie Colbin, Heinz Hoenig                                                                                               |
| 1982 | Zechmeister                          | Filmdrama                                  | Angela Summereder                             | Monika Maruschko                | mit Herbert Adamec, Asher Mendelssohn, Peter Weibel                                                                          |
| 1981 | Der Bockerer                         | Historienfilm/Filmdrama                    | Franz Antel                                   |                                 | mit Karl Merkatz |
| 1981 | Den Tüchtigen gehört die Welt        | Kriminalfilm                               | Peter Patzak                                  |                                 | mit Franz Buchrieser; Start der Kottan-Reihe                                                                                 |
| 1981 | Ein wenig sterben                    | Filmdrama                                  | Mansur Mahdavi                                |                                 | mit Alfred Solm |
| 1981 | Mephisto                             | Filmdrama                                  | István Szabó                                  | D/Ö/HUN                         | |
| 1981 | Der Schüler Gerber                   | Filmdrama                                  | Wolfgang Glück                                |                                 | mit Gabriel Barylli, Werner Kreindl                                                                                          |
| 1981 | Der Traum des Sandino                | Dokumentarfilm                             | Margareta Heinrich                            |                                 | in Nicaragua gedreht |
| 1980 | Exit... nur keine Panik              | Actionkomödie                              | Franz Novotny                                 | Günther Köpf Film/Terra-Film    | mit Paulus Manker, Hanno Pöschl                                                                                              |
| 1980 | Fleischwolf                          | Filmdrama                                  | Houchang Allahyari                            |                                 | mit Barbara Demmer, Thomas Morris                                                                                            |

### 1970er Jahre
| Jahr | Titel                              | Genre                        | Regisseur             | Produktion                             | Anmerkungen                                          |
| ---- | ---------------------------------- | ---------------------------- | --------------------- | -------------------------------------- | ---------------------------------------------------- |
| 1979 | Geschichten aus dem Wienerwald     | Drama                        | Maximilian Schell     | Ö/D-Koprod. mit Arabella-Film/BR u. a. | mit Birgit Doll, Hanno Pöschl                        |
| 1979 | Kassbach                           | Drama                        | Peter Patzak          | Patzak-Film/Satel-Film                 | mit Walter Kohut, Immy Schell                        |
| 1978 | Die blinde Eule                    | Drama                        | Mansur Madavi         |                                        |                                                      |
| 1978 | Geile Nichten                      | Komödie                      | Eddy Saller           |                                        | mit Erich Padalewski                                 |
| 1977 | Langsamer Sommer                   |                              | Michael Pilz          |                                        | mit Eva Grimm, Katharina Pilz                        |
| 1977 | Pause!                             | Kurzfilm, Avantgarde         | Peter Kubelka         |                                        | mit Arnulf Rainer                                    |
| 1977 | Unsichtbare Gegner                 | Horror-/Science-Fiction-Film | Valie Export          | Valie Export                           | mit Susanne Widl, Peter Weibel                       |
| 1976 | Alpensaga – Liebe im Dorf          | Drama                        | Dieter Berner         |                                        | Teil 1                                               |
| 1976 | Der junge Freud                    | Fernsehbiografie             | Axel Corti            |                                        | Schwarzweiß                                          |
| 1976 | Jesus von Ottakring                | Drama                        | Wilhelm Pellert       |                                        | mit Rudolf Prack, Hilde Sochor                       |
| 1976 | Kindertotenlieder                  | Experimentalfilm             | Titus Leber           |                                        | musik-experimenteller Film                           |
| 1976 | Wien-Film                          | Experimentalfilm             | Ernst Schmidt Jr.     |                                        | mit Friedrich Achleitner, H. C. Artmann, Irina David |
| 1975 | Parapsycho – Spektrum der Angst    | Horrorfilm                   | Peter Patzak          | TIT Film, Viktoria-Film                | mit Leon Askin, Debra Berger                         |
| 1975 | Totstellen                         | TV-Drama                     | Axel Corti            | Schönbrunn-Film/WDR/ORF                | mit Klaus Rott, Wolfgang Hübsch                      |
| 1974 | Das Manifest                       | Drama                        | Antonis Lepeniotis    | Cinecoop-Film                          | mit Gerald Florian, Peter Garell                     |
| 1974 | Das Land des Lächelns              | Drama                        | Arthur Maria Rabenalt |                                        |                                                      |
| 1973 | Die beiden Nachtwandler            | Drama                        | Leopold Lindtberg     |                                        | nach Johann Nestroy                                  |
| 1973 | Situation                          | Kriminalfilm                 | Peter Patzak          |                                        | mit Rita Tushingham, William Berger, Gordon Mitchell |
| 1972 | Außer Rand und Band am Wolfgangsee | Komödie                      | Franz Antel           | Franz Antel Film/Neue Delta/Terra      | mit Heidi Hansen, Ernst Schütz                       |
| 1972 | Liebe durch die Autotür            | Komödie                      | Eddy Saller           |                                        | mit Erich Padalewski                                 |
| 1972 | Sie nannten ihn Krambambuli        | Drama                        | Franz Antel           | Divina-Film/Neue Delta                 | mit Michael Schanze, Fritz Wepper                    |
| 1971 | Der Fall Jägerstätter              | TV-Drama                     | Axel Corti            | Neue Thalia-Film/ZDF/ORF               | mit Kurt Weinzierl, Julia Gschnitzer                 |

### 1960er Jahre
| Jahr | Titel                                        | Genre                 | Regisseur            | Produktion                            | Anmerkungen                                                                                     |
| ---- | -------------------------------------------- | --------------------- | -------------------- | ------------------------------------- | ----------------------------------------------------------------------------------------------- |
| 1968 | Moos auf den Steinen                         | Drama                 | Georg Lhotzky        | WESTFILM                              | mit Fritz Muliar, Erika Pluhar                                                                  |
| 1968 | Schamlos                                     | Krimi                 | Eddy Saller          |                                       | mit Udo Kier, Rolf Eden                                                                         |
| 1967 | Susanne, die Wirtin an der Lahn              | Komödie               | Franz Antel          | Ö-F-I-HUN-Koprod. mit Neue Delta Film | mit Terry Tordai, Mike Marshall, Pascale Petit, Harald Leipnitz, Jacques Herlin, Hannelore Auer |
| 1967 | Die Verwundbaren                             | Drama                 | Leo Tichat           | Neton Film                            | mit Charlotte Artner, Frank Debray                                                              |
| 1966 | Der Weibsteufel                              | Heimatfilm/Drama      | Georg Tressler       | Vienna Film                           | mit Maria Emo, Sieghardt Rupp                                                                   |
| 1966 | Unsere Afrikareise                           | Kurzfilm              | Peter Kubelka        |                                       |                                                                                                 |
| 1966 | Graf Bobby, der Schrecken des Wilden Westens | Komödie               | Paul Martin          |                                       | mit Peter Alexander                                                                             |
| 1965 | 3. November 1918                             | Literaturverfilmung   | Edwin Zbonek         |                                       |                                                                                                 |
| 1965 | Geißel des Fleisches                         | Krimi                 | Eddy Saller          |                                       | mit Herbert Fux                                                                                 |
| 1965 | Radetzkymarsch                               | Drama                 | Michael Kehlmann     |                                       |                                                                                                 |
| 1964 | Happy-End am Wörthersee                      | Reise-/Urlaubskomödie | Hans Hollmann        | Wiener Stadthalle                     | mit Waltraut Haas, Rudolf Prack, Peter Kraus                                                    |
| 1964 | Liebesgrüße aus Tirol                        | Komödie               | Franz Antel          | Neue Delta                            | mit Peter Weck, Gitte Hænning                                                                   |
| 1963 | Charleys Tante                               | Musikkomödie          | Géza von Cziffra     |                                       | mit Peter Alexander                                                                             |
| 1963 | Hochzeit am Neusiedler See                   | Komödie               | Rolf Olsen           | Union Film                            | mit Gertraud Jesserer, Udo Jürgens                                                              |
| 1963 | Der letzte Ritt nach Santa Cruz              | Western               | Rolf Olsen           | Wiener Stadthalle                     | mit Edmund Purdom, Mario Adorf, Marianne Koch                                                   |
| 1962 | Der rote Rausch                              | ernster Heimatfilm    | Wolfgang Schleif     | Rex-Film                              | mit Klaus Kinski, Brigitte Grothum                                                              |
| 1962 | Unsere tollen Nichten                        | Musikkomödie          | Rolf Olsen           | Wiener Stadthalle                     | mit Gunther Philipp, Vivi Bach, Paul Hörbiger                                                   |
| 1961 | Die Abenteuer des Grafen Bobby               | Musikkomödie          | Géza von Cziffra     | Sascha-Film                           | mit Peter Alexander, Vivi Bach, Gunther Philipp                                                 |
| 1961 | Autofahrer unterwegs                         | Reisekomödie          | Otto Ambros          |                                       | mit Margot Philipp, Jimmy Makulis, Fritz Muliar                                                 |
| 1961 | Geständnis einer Sechzehnjährigen            | Jugendfilm/Drama      | Georg Tressler       | Vienna Film                           | mit Nina Sandt, Wolfgang Preiss, Barbara Frey                                                   |
| 1961 | Der Herr Karl                                |                       | Erich Neuberg        |                                       | mit Helmut Qualtinger, Carl Merz                                                                |
| 1961 | Mariandl                                     | Heimatfilm            | Werner Jacobs        | Sascha-Film                           | mit Cornelia Froboess, Rudolf Prack, Waltraut Haas                                              |
| 1961 | Saison in Salzburg                           | Komödie               | Franz Josef Gottlieb |                                       | mit Peter Alexander, Waltraut Haas                                                              |
| 1960 | Das Erbe von Björndal                        | ernster Heimatfilm    | Gustav Ucicky        | Mundus/Wien-Film                      | mit Brigitte Horney, Joachim Hansen, Michael Hinz                                               |
| 1960 | Frauen in Teufels Hand                       | Agentenfilm           | Hermann Leitner      | Schönbrunn-Film                       | mit Maria Sebaldt, Helmut Schmid                                                                |
| 1960 | Kriminaltango                                | Musikkomödie          | Géza von Cziffra     | Ö/D                                   |                                                                                                 |

### 1950er Jahre
| Jahr | Titel                                      | Genre                  | Regisseur                 | Produktion                        | Anmerkungen                                       |
| ---- | ------------------------------------------ | ---------------------- | ------------------------- | --------------------------------- | ------------------------------------------------- |
| 1959 | Panoptikum 59                              |                        | Walter Kolm-Veltée        |                                   | Nominiert für den Goldenen Bären                  |
| 1959 | Und ewig singen die Wälder                 | Heimatfilm             | Paul May                  | Wiener Mundus-Film                | mit Gert Fröbe, Hansjörg Felmy                    |
| 1958 | Endstation Liebe                           | Jugendfilm/Romanze     | Georg Tressler            | Inter West Film                   | mit Horst Buchholz, Barbara Frey, Edith Elmay     |
| 1958 | Hallo Taxi                                 | Komödie                | Hermann Kugelstadt        | Schönbrunn-Film                   | mit Hans Moser, Paul Hörbiger                     |
| 1958 | Liebe, Mädchen und Soldaten                | Musikkomödie           | Franz Antel               | Hope Film                         | mit Renate Holm, Willy Hagara                     |
| 1957 | Almenrausch und Edelweiß                   | Heimatfilm             | Harald Reinl              | Bergland Film                     | mit Elma Karlowa, Karin Dor                       |
| 1957 | Ober, zahlen!                              | Komödie                | E. W. Emo                 | ÖFA                               | mit Hans Moser, Paul Hörbiger                     |
| 1957 | Vier Mädels aus der Wachau                 | Musikkomödie           | Franz Antel               | Cosmos Film                       | mit Isa Günther, Ellen Kessler                    |
| 1957 | Die Winzerin von Langenlois                | Heimatfilm             | Hans Heinz König          | Helios-Film                       | mit Herta Staal, Gunnar Möller                    |
| 1956 | Holiday am Wörthersee                      | Reise-/Urlaubskomödie  | Hans Schott-Schöbinger    | Rialto Film                       | mit Walter Müller, Wera Frydtberg                 |
| 1956 | Kaiserjäger                                |                        | Willi Forst               |                                   |                                                   |
| 1956 | Opernball                                  | Operettenfilm          | Ernst Marischka           |                                   |                                                   |
| 1955 | Die Deutschmeister                         | Musikkomödie/Romanze   | Ernst Marischka           | Erma-Film                         | mit Romy Schneider, Hans Moser                    |
| 1955 | Der letzte Akt                             | Filmbiografie/Drama    | Georg Wilhelm Pabst       | Cosmopol-Film                     | mit Albin Skoda, Oskar Werner                     |
| 1955 | Das Mädchen vom Pfarrhof                   | Heimatfilm             | Alfred Lehner             | Zenith-Sonor                      | mit Waltraut Haas, Erich Auer                     |
| 1955 | Omaru – Eine afrikanische Liebesgeschichte | Dokumentar-/Spielfilm  | Albert Quendler           | Wien-Film                         | mit indigenen Laiendarstellern                    |
| 1955 | Sissi                                      | Heimatfilm             | Ernst Marischka           |                                   | mit Romy Schneider, Karlheinz Böhm                |
| 1954 | Kaisermanöver                              | Komödie/Romanze        | Franz Antel               | Neusser/Hope Film                 | mit Winnie Markus, Rudolf Prack, Hans Moser       |
| 1954 | Der Komödiant von Wien                     | Filmbiografie          | Karl Paryla, Karl Stanzl  |                                   | mit Karl Paryla, Vilma Degischer                  |
| 1954 | Die letzte Brücke                          | Antikriegsfilm         | Helmut Käutner            | Cosmopol/UFUS(YUG)                | mit Maria Schell, Bernhard Wicki                  |
| 1954 | Tiefland                                   | Drama                  | Leni Riefenstahl          | Riefenstahl-Film (D)/Plesner-Film | Überläufer aus den Jahren 1940–1944               |
| 1953 | Flucht ins Schiff                          | neoveristisches Drama  | Kurt Steinwendner         | Hoela-Film                        | mit Kurt Jaggberg, Ilka Windisch                  |
| 1953 | Kaiserwalzer                               | Komödie/Historienfilm  | Franz Antel               | Neusser-Film                      | mit Maria Holst, Rudolf Prack                     |
| 1953 | Mädchenjahre einer Königin                 | Romanze/Geschichtsfilm | Ernst Marischka           |                                   | mit Romy Schneider, Adrian Hoven                  |
| 1953 | Pünktchen und Anton                        | Familienfilm           | Thomas Engel              |                                   |                                                   |
| 1952 | 1. April 2000                              | Science Fiction        | Wolfgang Liebeneiner      |                                   |                                                   |
| 1952 | Hallo Dienstmann                           | Komödie                | Franz Antel               |                                   | mit Hans Moser                                    |
| 1952 | Saison in Salzburg                         | Operettenfilm          | Ernst Marischka           | Erma-Film/Wien-Film               | mit Johanna Matz, Adrian Hoven                    |
| 1951 | Abenteuer im Roten Meer                    | Dokumentarfilm         | Hans Hass                 |                                   | ausgezeichnet an der Biennale von Venedig         |
| 1951 | Frühling auf dem Eis                       | Eisrevuefilm           | Georg Jacoby              | Nova-Film                         | mit Eva Pawlik                                    |
| 1951 | Das Kind der Donau                         | Musikkomödie           | Georg Jacoby              | Nova-Film/Wien-Film               | erster österreichischer Farbfilm; mit Marika Rökk |
| 1951 | Ruf aus dem Äther                          | Drama                  | Georg Klaren, G. W. Pabst | Pabst-Kiba-Produktion             | mit Oskar Werner                                  |
| 1950 | Auf der Alm, da gibt’s ka Sünd’            | Heimatfilm             | Franz Antel               |                                   |                                                   |
| 1950 | Erzherzog Johanns große Liebe              | Romanze/Geschichtsfilm | Hans Schott-Schöbinger    | Patria-Film                       | mit Marte Harell, O. W. Fischer                   |
| 1950 | Küssen ist keine Sünd                      | Operettenfilm          | Hubert Marischka          | Schönbrunn-Film                   | mit Elfie Mayerhofer, Curd Jürgens                |
| 1950 | Schuß durchs Fenster                       | Geschichtsfilm         | Siegfried Breuer          | Alpin-Film-Austria                | mit Curd Jürgens, Siegfried Breuer                |

### 1940er Jahre
Bis 1945 war Österreich Bestandteil des nationalsozialistischen Deutschlands und existierte offiziell nicht. Die ehemals österreichische Filmindustrie war deutschen Anweisungen untergeordnet. Freies Filmschaffen existierte nicht. Die hier erwähnten Produktionen bis 1945 sind jene, die auf dem Gebiet des nun „Ostmark“ heißenden Österreichs produziert wurden.
| Jahr | Titel                          | Genre                  | Regisseur                      | Produktion                                | Anmerkungen                                                                           |
| ---- | ------------------------------ | ---------------------- | ------------------------------ | ----------------------------------------- | ------------------------------------------------------------------------------------- |
| 1949 | Eroica                         | Filmbiografie          | Karl Hartl, Walter Kolm-Veltée |                                           | mit Ewald Balser, Marianne Schönauer, Judith Holzmeister                              |
| 1949 | Hexen                          |                        | Hans Schott-Schöbinger         | Alpin-Film-Austria                        | mit Edith Mill                                                                        |
| 1949 | Liebe Freundin                 | Drama                  | Rudolf Steinboeck              | Theater in der Josefstadt                 | mit Vilma Degischer, Johannes Heesters                                                |
| 1949 | Matthäus-Passion               | Musikfilm              | Ernst Marischka                | Erma-Film/Campidoglio Film (I)            | mit Elisabeth Schwarzkopf                                                             |
| 1949 | Märchen vom Glück              | Musikkomödie           | Arthur De Glahs                | Belvedere-Film/Deisinger Film             | mit O. W. Fischer, Maria Holst                                                        |
| 1949 | Der Prozeß                     | Drama                  | G. W. Pabst                    |                                           | mit Ewald Balser, Marianne Schönauer                                                  |
| 1949 | Rosen der Liebe                | Märchenfilm            | Max Neufeld                    | Arta/Berna/Donau-Film Wien                | mit Nadine Gray, O. W. Fischer                                                        |
| 1949 | Wiener Mädeln                  | Musikkomödie           | Willi Forst                    | Wien-Film/Deutsche Forst-Filmproduktion   | Prod.-Zeit: 1944–1949 (sog. „Überläufer“); mit Willi Forst, Dora Komar, Vera Schmid   |
| 1948 | Arlberg-Express                | Kriminalfilm           | Eduard von Borsody             | Donau-Filmproduktion Eduard Hoesch        | mit Paul Hubschmid, Elfe Gerhart                                                      |
| 1948 | Der Engel mit der Posaune      | Drama/Geschichtsfilm   | Karl Hartl                     | Neue Wiener Filmproduktion/Vindobona-Film | mit Maria Schell, Hans Holt, Oskar Werner, Paula Wessely, Attila Hörbiger             |
| 1948 | Das singende Haus              | Musikkomödie           | Franz Antel                    | Kollektiv Film ApS                        | Franz Antels erste Regiearbeit; mit Curd Jürgens, Hannelore Schroth, Hans Moser       |
| 1948 | Ulli und Marei                 | Heimatfilm             | Leopold Hainisch               | Wien-Film                                 | Produktion 1944 begonnen (sogenannter „Überläufer“); mit Eduard Köck, Attila Hörbiger |
| 1947 | Erde                           | Drama                  | Leopold Hainisch               | Omnia-Film (CH)/Tirol-Film                | mit Eduard Köck, Ilse Exl, Anna Exl                                                   |
| 1947 | Die Glücksmühle                | Komödie                | Emmerich Hanus                 | Belvedere-Film                            | mit Thea Weis, Martha Lukas, Erich Dörner                                             |
| 1947 | Der Hofrat Geiger              | Komödie                | Hans Wolff                     | Sascha-Film                               | mit Paul Hörbiger, Maria Andergast, Hans Moser, Joseph Egger, Waltraut Haas           |
| 1947 | Seine einzige Liebe            | Filmbiografie          | Emmerich Hanus                 | Belvedere-Film                            | mit Franz Böheim, Heinz Conrads                                                       |
| 1947 | Singende Engel                 | Musikfilm              | Gustav Ucicky                  | Vindobona-Film                            | mit Gustav Waldau, Wiener Sängerknaben                                                |
| 1946 | Glaube an mich                 | Komödie                | Géza von Cziffra               | Löwen-Filmproduktion                      | erste Nachkriegsproduktion; mit Marte Harell                                          |
| 1946 | Schleichendes Gift             | Aufklärungsfilm        | Hermann Wallbrück              | Standard-Steurer Film                     | mit Ernst Neuhardt, Elinore Beck                                                      |
| 1946 | Praterbuben                    | Musikfilm              | Paul Martin                    | Vindobona Film                            | mit Hermann Thimig, Fritz Imhoff                                                      |
| 1944 | Heimat am Steilhang            | Heimatfilm             |                                | Wien-Film                                 |                                                                                       |
| 1944 | Hundstage                      | Komödie                | Géza von Cziffra               | Wien-Film/Deutsche Forst-Filmproduktion   | mit Olly Holzmann, Wolf Albach-Retty                                                  |
| 1944 | Schrammeln                     | Komödie                | Géza von Bolváry               |                                           | mit Marte Harell, Paul Hörbiger, Hans Moser                                           |
| 1944 | Ein Tag in der Wachau          | Heimatfilm             |                                | Wien-Film                                 |                                                                                       |
| 1943 | Abenteuer im Grand-Hotel       | Komödie                | Ernst Marischka                | Styria-Film                               | mit Carola Höhn, Hans Moser                                                           |
| 1943 | Das Ferienkind                 | Komödie                | Karl Leiter                    | Wien-Film                                 | mit Lizzi Holzschuh, Hans Moser                                                       |
| 1943 | Die große Welt der Kinderaugen | Kulturfilm             |                                | Wien-Film                                 | Film über Psychologie                                                                 |
| 1943 | Das Herz muß schweigen         | Kulturfilm             | Gustav Ucicky                  | Wien-Film                                 | über Röntgenforschung                                                                 |
| 1943 | Der weiße Traum                | Eisrevuefilm           | Géza von Cziffra               | Wien-Film                                 | mit Olly Holzmann, Elfriede Datzig                                                    |
| 1943 | Wien 1910                      | Propagandafilm         | E. W. Emo                      | Wien-Film                                 | mit Rudolf Forster, Herbert Hübner                                                    |
| 1942 | Brüderlein fein                | Filmbiografie          | Hans Thimig                    | Wien-Film                                 | mit Paul Hörbiger, Franz Böheim                                                       |
| 1942 | Sieben Jahre Glück             | Komödie                | Ernst Marischka                | Bavaria-Filmkunst                         | Fortsetzung; mit Hans Moser, Theo Lingen                                              |
| 1942 | Wen die Götter lieben          | Filmbiografie          | Karl Hartl                     | Wien-Film                                 | mit Hans Holt, Irene von Meyendorff                                                   |
| 1942 | Wiener Blut                    | Komödie                | Willi Forst                    | Wien-Film/Deutsche Forst-Filmproduktion   | Ausgezeichnet mit dem Biennale-Preis der Filmfestspiele von Venedig 1942              |
| 1941 | Heimkehr                       | Propagandafilm         | Gustav Ucicky                  | Wien-Film                                 | mit Paula Wessely, Attila Hörbiger, Carl Raddatz                                      |
| 1941 | Liebe ist zollfrei             | Propagandafilm/Komödie | E. W. Emo                      | Wien-Film                                 | mit Hans Moser, Oskar Sima                                                            |
| 1940 | Der liebe Augustin             | Filmbiografie          | E. W. Emo                      | Wien-Film                                 | mit Paul Hörbiger, Franz Böheim, Maria Andergast                                      |
| 1940 | Meine Tochter lebt in Wien     | Komödie                | E. W. Emo                      | Wien-Film                                 | das kongeniale Duo Hans Moser und Paul Hörbiger tritt erstmals in Erscheinung         |
| 1940 | Operette                       | Operettenfilm          | Willi Forst, Karl Hartl        | Wien-Film/Deutsche Forst-Filmproduktion   | mit Willi Forst, Maria Holst, Dora Komar                                              |
| 1940 | Der Postmeister                | Drama                  | Gustav Ucicky                  | Wien-Film                                 | mit Heinrich George, Hilde Krahl                                                      |
| 1940 | Sieben Jahre Pech              | Komödie                | Ernst Marischka                | Styria-Film                               | mit Wolf Albach-Retty, Olly Holzmann, Theo Lingen                                     |
| 1940 | Wiener G’schichten             | Komödie                | Géza von Bolváry               | Wien-Film/Terra/Styria-Film               | mit Hedwig Bleibtreu, Siegfried Breuer                                                |

### 1930er Jahre
Ab 1938 war Österreich Bestandteil des nationalsozialistischen Deutschlands und existierte offiziell nicht mehr. Die österreichische Filmindustrie wurde umgehend in die deutsche eingegliedert und war von da an deutschen Anweisungen untergeordnet. Freies Filmschaffen existierte nicht mehr. Die hier erwähnten Produktionen sind jene, die auf dem Gebiet des nun „Ostmark“ heißenden Österreichs produziert wurden.
| Jahr | Titel                                                           | Genre                 | Regisseur                    | Produktion                                                                         | Anmerkungen |
| ---- | --------------------------------------------------------------- | --------------------- | ---------------------------- | ---------------------------------------------------------------------------------- | --- |
| 1939 | Anton, der Letzte                                               | Komödie               | E. W. Emo                    | Emo-Film/Wien-Film                                                                 | mit Elfriede Datzig, Hans Moser |
| 1939 | Frau im Strom                                                   |                       | Gerhard Lamprecht            | Wien-Film                                                                          | mit Hertha Feiler, Attila Hörbiger |
| 1939 | Hotel Sacher                                                    | Spionagefilm          | Erich Engel                  | Mondial-Film                                                                       | mit Sybille Schmitz, Willy Birgel, Hedwig Bleibtreu                                                                                          |
| 1939 | Leinen aus Irland                                               | Propagandafilm        | Heinz Helbig                 | Styria-Film/Wien-Film                                                              | mit Irene von Meyendorff, Rolf Wanka |
| 1939 | Mutterliebe                                                     |                       | Gustav Ucicky                | Wien-Film                                                                          | Film zur Propagierung der Mutterrolle; mit Käthe Dorsch, Wolf Albach-Retty                                                                   |
| 1939 | Opernball                                                       | Operettenfilm         | Géza von Bolváry             | Terra-Film                                                                         | mit Marte Harell, Paul Hörbiger, Hans Moser                                                                                                  |
| 1939 | Unsterblicher Walzer                                            | Musikkomödie          | E. W. Emo                    | Wien-Film                                                                          | erste Produktion der nationalsozialistischen Wien-Film; mit Paul Hörbiger, Maria Andergast                                                   |
| 1938 | Dreizehn Stühle                                                 | Musikkomödie          | E. W. Emo                    | Emo-Film                                                                           | mit Heinz Rühmann, Hans Moser |
| 1938 | Der Optimist                                                    | Komödie               | E. W. Emo                    | Emo-Film                                                                           | mit Viktor de Kowa |
| 1938 | Immer wenn ich glücklich bin..!                                 | Musikkomödie          | Carl Lamac                   | Projektograph Film Oskar Gluck                                                     | mit Mártha Eggerth, Lucie Englisch, Philip Dorn                                                                                              |
| 1937 | Der Pfarrer von Kirchfeld                                       |                       | Jakob Fleck, Luise Fleck     | Excelsior Film                                                                     | mit Hans Jaray, Hansi Stork |
| 1937 | Zauber der Bohème                                               | Operettenfilm         | Géza von Bolváry             | Intergloria Film                                                                   | mit Jan Kiepura, Mártha Eggerth |
| 1936 | Burgtheater                                                     | Musikkomödie          | Willi Forst                  | Deutsche Forst-Filmproduktion                                                      | mit Werner Krauß, Olga Tschechowa, Hans Moser                                                                                                |
| 1936 | Ernte                                                           | katholischer Film     | Géza von Bolváry             |                                                                                    | mit Paula Wessely, Attila Hörbiger |
| 1936 | Heut’ ist der schönste Tag in meinem Leben                      | Musikkomödie          | Richard Oswald               | Globe-Film                                                                         | mit Joseph Schmidt, Felix Bressart, Otto Wallburg                                                                                            |
| 1936 | Katharina die Letzte                                            | Liebesfilm            | Hermann Kosterlitz           | Universal Pictures (USA)/Universal-Film (Ö)                                        | mit Franziska Gaal, Hans Holt |
| 1936 | Konfetti                                                        | Verwechslungskomödie  | Hubert Marischka             | Gloria-Film                                                                        | mit Leo Slezak, Hans Moser, Richard Romanowsky                                                                                               |
| 1936 | Premiere                                                        | Musikkomödie          | Géza von Bolváry             | Gloria-Film                                                                        | mit Zarah Leander, Attila Hörbiger, Karl Martell                                                                                             |
| 1936 | Rendezvous in Wien                                              | Tourismusfilm         | Victor Janson                | Mondial-Film                                                                       | mit Magda Schneider, Wolf Albach-Retty |
| 1936 | Singende Jugend                                                 | Musikfilm             | Max Neufeld                  |                                                                                    | mit den Wiener Sängerknaben, Hans Olden, Ferdinand Mayerhofer                                                                                |
| 1935 | Ball im Savoy                                                   | Operettenfilm         | Steve Sekely                 | Ö/HUN                                                                              | mit Gitta Alpár, Rosy Barsony, Hans Jaray |
| 1935 | Csárdás                                                         |                       | Jacob Fleck, Luise Fleck     | Terra-Film                                                                         | mit Trude Bienert, Tibor Halmay, Max Hansen                                                                                                  |
| 1935 | Eva                                                             | Tourismusfilm         | Max Neufeld                  |                                                                                    | einer der Filme die international verbreitet nicht-deutschsprachige Touristen anlocken sollte; mit Magda Schneider, Heinz Rühmann            |
| 1935 | Im weißen Rößl                                                  | Operettenfilm         | Carl Lamac                   |                                                                                    | mit Christl Mardayn, Hermann Thimig, Jarmila Novotná                                                                                         |
| 1935 | ... nur ein Komödiant                                           | Politthriller         | Erich Engel                  | Horus-Film                                                                         | autoritätskritischer Film; mit Rudolf Carl, Christl Mardayn, Paul Wegener                                                                    |
| 1935 | Sylvia und ihr Chauffeur (auch: Ein Walzer um den Stephansturm) | Tourismusfilm         | J. A. Hübler-Kahla           | Cine-Central Film Wien                                                             | mit Olga Tschechowa, Gusti Huber |
| 1935 | Tagebuch der Geliebten (auch: Marie Bashkirtseff)               | Operettenfilm         | Hermann Kosterlitz           | Astra-Film/Panta-Film                                                              | mit Lili Darvas, Hans Jaray, Attila Hörbiger                                                                                                 |
| 1935 | Vorstadtvarieté                                                 | regimekritischer Film | Werner Hochbaum              | Styria Film                                                                        | mit Luise Ullrich, Oskar Sima |
| 1934 | Frasquita                                                       | Operettenfilm         | Carl Lamac                   | Atlantis-Film                                                                      | mit Jarmila Novotná, Hans Heinz Bollmann, Heinz Rühmann                                                                                      |
| 1934 | Frühjahrsparade                                                 | Operettenfilm         | Géza von Bolváry             | Universal Pictures Austria                                                         | mit Paul Hörbiger, Franciska Gaal, Wolf Albach-Retty                                                                                         |
| 1934 | G’schichten aus dem Wienerwald                                  | Musikkomödie          | Georg Jacoby                 | Mondial-Film                                                                       | mit Magda Schneider, Wolf Albach-Retty, Leo Slezak                                                                                           |
| 1934 | Hohe Schule                                                     |                       | Erich Engel                  | Tobis-Sascha/A.B.C.-Film (D)                                                       | mit Rudolf Forster, Angela Salloker, Hans Homma, Hans Moser                                                                                  |
| 1934 | Karneval und Liebe                                              | Musikkomödie          | Carl Lamac                   | Pan-Film                                                                           | mit Rudolf Carl, Lien Deyers, Hans Moser |
| 1934 | Maskerade                                                       | Romanze               | Willi Forst                  | Tobis-Sascha                                                                       | mit Paula Wessely, Adolf Wohlbrück, Olga Tschechowa, Hans Moser                                                                              |
| 1934 | Opernring                                                       | Musikkomödie          | Carmine Gallone              | Gloria-Film (D)/Horus-Film                                                         | mit Jan Kiepura, Friedl Czepa |
| 1934 | Peter                                                           | Musikkomödie          | Henry Koster                 | Universal Pictures (USA)/Hunnia Filmstúdió (HUN) US/HUN/Ö-Koprod.                  | mit Franciska Gaal |
| 1934 | Unfinished Symphony                                             | Filmbiografie         | Willi Forst, Anthony Asquith | Cine-Allianz Tonfilmproduktions GmbH (D), Gaumont British Picture Corporation (GB) | englische Fassung von „Leise flehen meine Lieder“, da Synchronisation noch nicht möglich war; mit Mártha Eggerth, Helen Chandler, Hans Jaray |
| 1933 | Abenteuer am Lido                                               | Musikkomödie          | Richard Oswald               | Pan-Film                                                                           | mit Alfred Piccaver |
| 1933 | Ekstase                                                         | Drama                 | Gustav Machatý               | Elektafilm (CZ) CZ/Ö-Koprod.                                                       | mit Hedy Kiesler, Aribert Mog, Leopold Kramer                                                                                                |
| 1933 | Großfürstin Alexandra                                           | Operettenfilm         | Wilhelm Thiele               | Projektograph Film                                                                 | mit Maria Jeritza, Paul Hartmann, Leo Slezak                                                                                                 |
| 1933 | König Pausole                                                   | Operettenfilm         | Alexis Granowsky             | Films Sonores Tobis (F)/Algra-Film (F) D/F/Ö-Koprod.                               | mit Emil Jannings, Josette Day |
| 1933 | Leise flehen meine Lieder                                       | Filmbiografie         | Willi Forst                  | Cine-Allianz Tonfilmproduktions GmbH (D)                                           | mit Mártha Eggerth, Luise Ullrich, Hans Jaray, Hans Moser                                                                                    |
| 1933 | Liebelei                                                        | Romanze               | Max Ophüls                   | Elite-Tonfilm-Produktion                                                           | mit Paul Hörbiger, Magda Schneider |
| 1933 | Rakoczimarsch                                                   | Drama                 | Steve Sekely                 | City Film (D) Ö/HUN-Koprod.                                                        | mit Gustav Fröhlich, Leopold Kramer, Camilla Horn, Paul Wagner, Ellen Frank, Tibor von Halmay                                                |
| 1933 | Unser Kaiser                                                    | Komödie               | Jacob Fleck, Luise Fleck     | Neue Hegewald Film (D)                                                             | mit Georg Alexander, Karl Ehmann |
| 1933 | Unsichtbare Gegner                                              | Kriminalfilm          | Rudolf Katscher              | Robert-Müller-Film/Sascha/Pan-Film                                                 | mit Paul Hartmann, Oskar Homolka, Peter Lorre                                                                                                |
| 1932 | Die vom 17er Haus                                               | Science-Fiction       | Artur Berger                 |                                                                                    | im Auftrag der SPÖ für die Landtagswahl Wien 1932                                                                                            |
| 1932 | Sehnsucht 202                                                   | Drama                 | Max Neufeld                  | Cine-Allianz Tonfilmproduktions GmbH (D)/Deutsch-Österreichischer Film (Ö)         | mit Magda Schneider, Fritz Schulz |
| 1931 | Die große Liebe                                                 | Romanze               | Otto Preminger               | Allianz Filmproduktion/E.M.L.K./Weissman Tonfilm                                   | mit Hansi Niese, Attila Hörbiger, Betty Bird                                                                                                 |
| 1931 | Justizmaschine                                                  |                       |                              |                                                                                    | mit Karl Farkas |
| 1931 | Unter den Dächern von Wien                                      |                       |                              |                                                                                    | mit Karl Farkas |
| 1931 | Wiener Zauberklänge                                             | Musikfilm             | Robert A. Reich              | Robert Müller Film                                                                 | mit Hertha von Haentjens, Wolf Albach-Retty, Alt-Wiener Bund (Gesangsverein)                                                                 |
| 1930 | Geld auf der Straße                                             | Romanze               | Georg Jacoby                 | Sascha/Felsom-Film                                                                 | erster Tonfilm der Sascha |

### Vor 1930
| Jahr | Titel                          | Genre | Regisseur            | Produktion | Anmerkungen                                                                                    |
| ---- | ------------------------------ | ----- | -------------------- | ---------- | ---------------------------------------------------------------------------------------------- |
| 1929 | G’schichten aus der Steiermark |       | Hans Otto Löwenstein |            | erster Tonfilm und einziger des Jahres 1929 in Österreich; Premiere am 23. August 1929 in Graz |